# Okinawa, Japonia

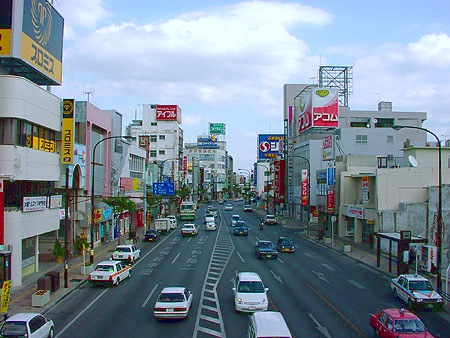
Strada principală

Okinawa (沖縄市 Okinawa-shi?,  în limba locală: Uchinaa) este un municipiu din Japonia, prefectura Okinawa.